# Розыбакиев, Рахимжан Рафкатович
Рахимжан Рафкатович Розыбакиев (каз. Рахымжан Рафқатұлы Розыбәкиев; 2 января 1991, Алма-Ата, Казахская ССР, СССР) — казахстанский футболист, полузащитник.

## Карьера
Воспитанник Алматинского футбола. Футбольную карьеру начал в 2009 году в составе клуба «Кайрат».
В 2013 году стал игроком клуба «Окжетпес».
В 2014 году перешёл в «Кайсар».
В 2017 году подписал контракт с клубом «Актобе», за который провёл 4 матча в Премьер-лиге.
В 2018 году играл за «Иртыш» Павлодар.
В 2019 году перешёл в «Тараз».

## Достижения
«Кайрат»
- Победитель первой лиги: 2009

«Окжетпес»
- Победитель первой лиги: 2018
- Бронзовый призёр первой лиги: 2013

## Клубная статистика
| Игровая карьера | Игровая карьера | Игровая карьера | Лига | Лига | Кубок | Кубок | Межд. | Межд. | Др. | Др. |
| --------------- | --------------- | --------------- | ---- | ---- | ----- | ----- | ----- | ----- | --- | --- |
| 2022            | Хан-Тенгри      | В               | 17   | 8    | —     | —     | —     | —     | —   | —   |
| 2023            | Хан-Тенгри      | Б               | 7    | 1    | —     | —     | —     | —     | —   | —   |